# Yuka Masuda
Pour les articles homonymes, voir Masuda (homonymie).
Yuka Masuda (増田有華, Masuda Yuka, née le 3 août 1991 dans l'arrondissement Yodogawa-ku à Ōsaka, au Japon) est une chanteuse et idole japonaise, membre du groupe de J-pop AKB48 (team B). Elle débute en 2006 avec la team K. Elle est l'une des quatre membres du "sous-groupe" DIVA. Elle est la 2e membre à avoir sorti un single en solo en parallèle au groupe, en 2010, qui sert de thème d'ouverture à la quatrième saison de la série anime Ikki Tousen (Ikki Tousen Xtreme Xecutor). Elle apparait également dans quelques films et drama la même année.

## Discographie solo
- 2010.4.28 : Stargazer